# Кіхтенко Олександр Тимофійович
Олександр Тимофійович Кіхтенко (5 квітня 1956, Богодухів, Харківська область, Українська РСР, СРСР — 16 жовтня 2024) — український воєначальник, генерал армії України. З 10 жовтня 2014 року до 11 червня 2015 — голова Донецької ОДА.

## Життєпис
Народився 5 квітня 1956 року в Богодухові, Харківська область, Українська РСР, СРСР.
Кар'єра
З 1974 — на службі в Радянській Армії.
У 1978 закінчив Омське вище загальновійськове командне училище ім. М. В. Фрунзе. Служив на офіцерських посадах, починаючи з командування взводом.
У 1991 закінчив розвідувальний факультет Військової академії імені М. В. Фрунзе.
Після розпаду СРСР продовжив службу в Збройних силах України. Був начальником управління Внутрішніх військ України Запорізької області. З 2001 року — перший заступник командувача Внутрішніми військами України — начальник штабу Внутрішніх військ. З лютого 2005 року — командувач Внутрішніми військами України, генерал-полковник (березень 2006).
Ім'я генерала Кіхтенка стало широко відомо в період політичної кризи в Україні у 2007 році. Тоді О. Т. Кіхтенко відкрито виступив на боці Президента України Ющенка, тоді як серед опонентів останнього був безпосередній начальник Кіхтенка — Міністр внутрішніх справ України Василь Цушко. Зокрема, Кіхтенко заявив, що він не буде виконувати накази Цушка, якщо вони будуть суперечити наказам Президента. Незабаром Ющенко перепідпорядкував Внутрішні війська України від Міністра внутрішніх справ особисто собі як верховному головнокомандувачу. Також у квітні 2007 року генерал Кіхтенко був введений до числа членів Ради національної безпеки та оборони України. Військове звання генерала армії України присвоєно указом Президента України Ющенка від 20 серпня 2008 року.
Член РНБО з 3 квітня 2007 по 21 січня 2008 та з 29 січня по 6 квітня 2010.
6 квітня 2010 року звільнений з посади начальника Головного управління — командувача внутрішніх військ Міністерства внутрішніх справ України.
11 жовтня 2010 року указом Президента України Віктора Януковича звільнений з військової служби в запас за власним бажанням з правом носіння військової форми одягу.
10 жовтня 2014 року під час поїздки Донецькою областю Президент України Петро Порошенко призначив О. Т. Кіхтенка головою Донецької обласної державної адміністрації.

На посаді голови Донецької ОДА виступає за введення існуючих зв'язків з окупованими територіями у правове поле, усунення штучних забюрократизованих правил, які породжують корупцію 
     насправді розірвати економічні зв'язки між окупованою і не окупованою територією — неможливо. Хоч би які укази й постанови ми видавали. Їх можна або ввести в якесь законне поле, домовляючись. Або ж заборонити — і відправити їх у тінь, породивши безліч корупційних і контрабандних схем. Адже не можна заборонити те, що існує. Воно все одно житиме, але в інших формах і на інших умовах. 
     Забюрократизована і корумпована пропускна система: замість обіцяних десяти днів люди чекають місяцями, та ще й платять за це хабарі, постійне нервування на блокпостах, відчуття власної непотрібності… Не дай бог нікому потрапити в таку ситуацію. 
     Наближається Великдень, люди хочуть поїхати прибрати могили близьких, і вони не можуть цього зробити. Усі ці розмови про терористів, які можуть під прикриттям мирних жителів проїхати на нашу територію, — блеф. От скажіть мені, що легше підробити: паспорт громадянина України чи пропуск — якийсь там папірець, який легко надрукувати на принтері? 
Член Політичної партії «Сила і Честь». Входив у виборчий список кандидатів у народні депутати України Політичної партії «Сила і Честь» у загальнодержавному багатомандатному виборчому окрузі на позачергових виборах народних депутатів України 26 жовтня 2014 року під № 1.

## Нагороди
- Орден князя Ярослава Мудрого V ст. (22 червня 2007) — за вагомий особистий внесок у розвиток конституційних засад української державності, багаторічну сумлінну працю, високий професіоналізм та з нагоди Дня Конституції України[9]
- Орден Богдана Хмельницького II ст. (22 лютого 2010) — за вагомий особистий внесок у розвиток ветеранського руху, вирішення питань соціального захисту та реабілітації ветеранів війни, патріотичне виховання молоді, багаторічну бездоганну службу, зразкове виконання військового обов'язку та з нагоди Дня захисника Вітчизни[10]
- Орден Богдана Хмельницького III ст. (15 грудня 2000) — за вагомий особистий внесок у справу зміцнення законності і правопорядку, високий професіоналізм, зразкове виконання службового обов'язку, з нагоди Дня міліції[11]
- Орден Данила Галицького (22 серпня 2005) — за значний особистий внесок у зміцнення національної безпеки і обороноздатності Української держави, зразкове виконання військового, службового обов'язку у захисті конституційних прав і свобод громадян та з нагоди 14-ї річниці незалежності України[12]
- Медаль «За військову службу Україні» (19 грудня 1996) — за зразкове виконання військового і службового обов'язку, багаторічну службу[13]
- Медаль «Захиснику Вітчизни»
- Медаль «70 років Збройних Сил СРСР»
- Медаль Жукова
- Медаль «За бездоганну службу» II, III ст. (СРСР)
- Відомчі заохочувальні відзнаки МВС — «Почесний працівник МВС України», «Лицар Закону», «Хрест Слави», «За безпеку народу» I ст., «Почесний знак МВС України», «За відзнаку в службі» I та II ст., «За міжнародне співробітництво у правоохоронній діяльності» та ін.
- Відомча заохочувальна відзнака Міністерства оборони України — Медаль «10 років Збройним Силам України»